# Кол Бюканън
Кол Бюканън (на английски: Col Buchanan) е северноирландски писател, автор на произведения в жанра фентъзи.

## Биография и творчество
Колин „Кол“ Бюканън е роден през 1973 г. в Лисбърн, Северна Ирландия. От ранна възраст е запален читател на фантастични произведения и мечтае да бъде писател.
Работи като копирайтър. Обича приключенията и пътешества в планината Марн, сред бездомните в Белфаст, рисуването на графити и в дзен манастири. Преследвайки мечтата си да пише, се премества в Ланкастър и получава бакалавърска степен по творческо писане и теология в Университета на Къмбрия.
През 2010 г. е издаден първият му роман „Чуждоземецът“ от фентъзи поредицата „Сърцето на света“. Разкъсваната от междуособици земя, наречена Сърцето на света, се владее от Свещената империя на Ман и нейния водач Светият матриарх Сашийн, който е подпомаган от ордена на рьошуните, обучени безмилостни убийци. Когато синът на Сашийн убива жена под закрилата на ордена, неговият член Аш и ученикът му Нико отиват да му отмъстят впускайки се в опасно приключение.
Кол Бюканън живее със семейството си в Ланкастър, Англия.

## Произведения

### Серия „Сърцето на света“ (Heart of the World)
1. Farlander (2010)
Чуждоземецът, изд.: ИК „Прозорец“, София (2013), прев. Ангел Ангелов
2. Stands a Shadow (2011)
И се възправи сянка, изд.: ИК „Прозорец“, София (2014), прев. Ангел Ангелов
3. The Black Dream (2015)
4. Fierce Gods (2017)

### Самостоятелни романи
- The High Wild (2019)